# Convento de Santo Domingo (Chinchilla de Montearagón)
El convento de Santo Domingo es un antiguo convento medieval situado en Chinchilla de Montearagón (Albacete, España).

## Historia
Fue fundado a finales del siglo XIV por los frailes dominicos o Hermanos Predicadores, bajo la advocación de San Juan Bautista. Tradicionalmente se ha considerado, sin base alguna, que fue promovido por Don Juan Manuel. Durante el siglo XV recibió importantes aportaciones económicas de algunas familias conversas de la ciudad de Chinchilla, como los Plazuela, los Requena y Juan Ruiz de Montealegre, comendador de Aledo y señor de Montealegre. En el convento estuvo hospedado San Vicente Ferrer en 1411. e hizo el noviciado fray Juan Micó a principios del siglo XVI.

## Características
El templo consta de tres naves separadas por arcos apuntados que se apoyan en pilares de planta cuadrada. El edificio, situado fuera del recinto amurallado, cuenta con un claustro de estilo gótico-mudéjar estructurado en dos cuerpos, el inferior con arcos apuntados de ladrillo del siglo XIV y el superior con arcos escarzanos del siglo XV. En el claustro tienen lugar las representaciones del Festival de Teatro Clásico Ciudad de Chinchilla. También destaca la Capilla del Rosario, en la que se sitúa el camarín de la Virgen.